# Disney Treasure
Die Disney Treasure ist ein Kreuzfahrtschiff der US-amerikanischen Reederei Disney Cruise Line und nach der Disney Wish die zweite Einheit der Wish-Klasse (ursprünglich Triton-Klasse). Ihr zweites Schwesterschiff die Disney Destiny wird im November 2025 in Dienst gestellt. Zwei weitere Schwesterschiffe folgen 2027 und 2028. Das Schwesterschiff aus 2028 wird der Oriental Land Company und der Disney Cruise Line gehören.

## Geschichte
Anfang März 2016 gab die The Walt Disney Company die Bestellung von zwei neuen Kreuzfahrtschiffen mit Ablieferung in den Jahren 2021 und 2023, die größer als die zuletzt in Dienst gestellten Schiffe Disney Dream und Disney Fantasy werden würden, bei der Meyer Werft in Papenburg bekannt. Auf der D23 Expo 2017, einem offiziellen Fan-Event von Disney, gab die Disney Cruise Line bekannt, ein drittes Schiff mit Ablieferung im Jahr 2022 bei der Meyer Werft bestellt zu haben. Das erste dieser Schiffe, die Disney Wish, wurde aufgrund von Verzögerungen durch die COVID-19-Pandemie erst im Juni 2022 abgeliefert. Die Ablieferung der Disney Destiny verzögerte sich dadurch von 2023 auf 2025 und die Ablieferung der Disney Treasure verzögerte sich von 2022 auf 2024.
Der Name des Schiffes wurde am 11. September 2022 auf der D23 Expo mit Disney Treasure bekanntgegeben.
Der Maschinenraum des Schiffes entstand bei der Neptun Werft und wurde im März 2023 nach Papenburg gebracht. Am 30. März 2023 wurde das Schiff kielgelegt. Um Platz für den Bau des Schwesterschiffs Disney Destiny zu machen, wurde das Schiff im März 2024 erstmals zu Wasser gelassen.
Nachdem es Anfang August 2024 ausgedockt worden war, verließ das Schiff am 18. September die Werft und erreichte nach der Emsüberführung am Folgetag Eemshaven. Von dort aus unternahm es eine mehrtägige Probefahrt in den Skagerrak. Am 24. Oktober 2024 wurde es an die Disney Cruise Line abgeliefert. Am 29. Oktober 2024 verließ das Schiff Eemshaven für die Überfahrt über den Atlantik und wurde am 19. November in New York City symbolisch von allen 200.000 Angestellten des Disney-Konzerns weltweit getauft. Am 21. Dezember 2024 begann von Port Canaveral aus die Jungfernfahrt des Schiffes. In der ersten Saison werden Kreuzfahrten in der Karibik angeboten.
Im November 2024 rettete die Besatzung der Disney Treasure etwa 370 Kilometer vor den Bermudainseln vier Schiffbrüchige von einem Katamaran.

## Technik und Ausstattung
Das Schiff ist 341 Meter lang, 40 Meter breit und hat eine Vermessung von 144.256 BRZ. Es kann mit verflüssigtem Erdgas (LNG) angetrieben werden.
Die auf fünfzehn Passagierdecks verteilten Räumlichkeiten sind, wie auch auf den anderen Schiffen der Reederei, an Disney-Themenwelten und die Disney-Themenparks angelehnt und danach benannt. Das Schiff verfügt über 1.256 Kabinen, von denen 1.133 Außenkabinen und 123 Innenkabinen sind. Im vorderen Schornstein befindet sich mit der Tomorrow Tower Suite ebenfalls eine Kabine. Im Atrium steht eine Skulptur aus dem Film Aladdin.